# Perbaji
Perbaji is een bestuurslaag in het regentschap Karo van de provincie Noord-Sumatra, Indonesië. Perbaji telt 515 inwoners (volkstelling 2010).